# Waldgirmes
Waldgirmes is een plaats in de Duitse gemeente Lahnau, deelstaat Hessen, en telt 3324 inwoners (2007). Aan de rand van het dorp ligt het Romeins Forum Lahnau-Waldgirmes: hier is een kleine Romeinse stad uit de tijd van keizer Augustus ontdekt en deels opgegraven. De naam van de Romeinse stad is onbekend.

## Naam
De naam is een samenstelling van het Germaanse woord wald (woud) en het woord germizer, dat is afgeleid van het Keltische woord metze (donker).

## Geschiedenis
In de omgeving van Waldgirmes zijn resten gevonden uit de tijd van de Bandkeramiek (4600–3800 v.Chr.) en de Touwbekercultuur (2900-2450 v.Chr.). Ook is er een Keltisch grafveld gevonden. De Romeinen begonnen met de bouw van een kleine stad, als onderdeel van hun pogingen om van Germania een nieuwe provincie te maken. Rond 4 v.Chr. werd met de bouw begonnen, maar in 9 n.Chr. hebben ze de stad weer verlaten, waarschijnlijk ten gevolge van de nederlaag in de Slag bij het Teutoburgerwoud.
Waldgirmes wordt in 771 voor het eerst vermeld. In 1104 kwam het dorp in handen van graaf Otto von Gleiberg. Zijn nazaten verkochten in 1310 hun bezittingen - waaronder Waldgirmes - aan Hendrik II van Hessen.
Tijdens de Dertigjarige Oorlog (1618–1648) werd Waldgirmes geplunderd door Zweedse troepen.
Na de Oostenrijks-Pruisische Oorlog kwam Waldgirmes in 1866 bij Pruisen. 